# إيرين هيلز
إيرين هيلز (بالإنجليزية: Erin Hills) هو ملعب غولف عام يقع في مدينة إيرين بولاية ويسكونسن، على بعد 60 كيلومترًا (حوالي 37 ميلًا) شمال غرب مدينة ميلواكي. تم افتتاحه في عام 2006، وقد صممه مايكل جونز وسادة فوريست و رون ويتني. يقع الملعب على ارتفاع يزيد عن 900 قدم (270 م) فوق مستوى سطح البحر، ويقع ضمن تلال كيتل مورين التي تشكلت خلال العصر الجليدي الأخير.

## البطولات
استضاف إيرين هيلز الولايات المتحدة المفتوحة 2017، وهي واحدة من البطولات الأربع الكبرى في رياضة الغولف. كانت هذه أول مرة تُقام فيها البطولة في ولاية ويسكونسن، وحقق بروكس كويبكا الفوز بنتيجة 16 ضربة تحت المعدل (−16). هذا الرقم عادل الرقم القياسي لأقل نتيجة تحت المعدل في تاريخ البطولة، والذي حققه في السابق روري ماكلروي في عام 2011.
كما استضاف إيرين هيلز أيضًا بطولة الهواة الأمريكية لعام 2011، التي فاز بها كيلي كرافت بعد تغلبه على باتريك كانتلاي.

## التصميم
صُمم الملعب ليكون مناسبًا لاستضافة البطولات الكبرى، وقد تم بناؤه على قطعة أرض تبلغ مساحتها 652 فدانًا (264 هكتارًا)، وهو أحد أكبر ملاعب الغولف في الولايات المتحدة من حيث المساحة. استخدم المصممون التضاريس الطبيعية للمنطقة دون الحاجة إلى تعديلات كبيرة، مما أعطى الملعب طابعًا فريدًا وأصليًا.
الملعب معروف برياحه المتغيرة والعشب الطويل الذي يحيط بالممرات، مما يجعل التحدي صعبًا حتى على أمهر اللاعبين.

## التقييم
يُعتبر إيرين هيلز أحد أفضل ملاعب الغولف العامة في الولايات المتحدة. وقد صنفه عدد من المجلات المتخصصة ضمن المراتب الأولى في قائمة أفضل الملاعب الجديدة عند افتتاحه، ولا يزال يحظى بتقدير واسع بين عشاق الغولف.